# 28623 Olivermoses
28623 Olivermoses este o planetă minoră (asteroid) din centura de asteroizi. A fost descoperită pe 27 martie 2000 la Stația Anderson Mesa de Lowell Observatory Near-Earth-Object Search. 
Obiectul prezintă o orbită caracterizată de o semiaxă mare de 2,4559712 UAi, o excentricitate de 0,11, o înclinație de 6,3506 ° în raport cu ecliptica.